# Pachyacanthus
Pachyacanthus — вимерлий рід зубатих китів, який жив приблизно від 15.97 до 2.589 мільйонів років тому (міоцен і пліоцен). Він містить єдиний вид Pachyacanthus suessi. Рід відомий з європейських місць розкопок в Угорщині, Казахстані, Австрії та Італії.

## Палеоекологія
Вважається, що місця знахідок відповідали добре насиченим киснем, мілководним водоростям, подібним до сьогоднішньої середземноморської трави нептуна.